# Castrelos e Carrazedo
Castrelos e Carrazedo (llamada oficialmente União das Freguesias de Castrelos e Carrazedo) es una freguesia portuguesa del municipio de Braganza, distrito de Braganza.

## Historia
Fue creada el 28 de enero de 2013 en aplicación de una resolución de la Asamblea de la República de Portugal promulgada el 16 de enero de 2013 con la unión de las freguesias de Carrazedo y Castrelos, pasando su sede a estar situada en la antigua freguesia de Castrelos.

## Demografía
| Gráfica de evolución demográfica de Castrelos e Carrazedo entre 2011 y 2021 |
|                                                                             |
| Datos según el nomenclátor publicado por el INE portugués.                  |